# آرونا آصف علی

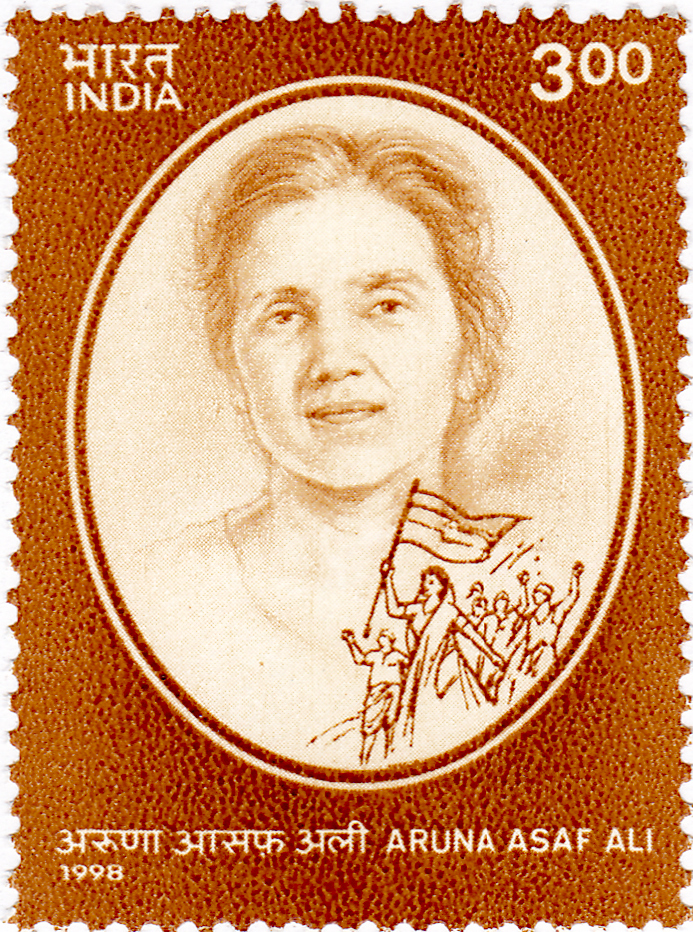

آرونا آصف علی (به هندی: अरुणा आसफ़ अली) ‏(۱۶ ژوئیهٔ ۱۹۰۹ در کالکا – ۲۹ ژوئیهٔ ۱۹۹۶ در دهلی نو) بانوی فعال سیاسی هندی که نقش برجسته‌ای در جنبش هند را ترک کنید به رهبری ماهاتما گاندی داشت. او امروزه برای برافراشتن پرچم کنگره ملی هند در میدان گواویلا تانک در بمبئی در ۱۹۴۲ میلادی به‌یادآورده می‌شود.
آرونا آصف علی در جریان نافرمانی مدنی بر ضد حکومت بریتانیا، مدتی را در ۱۹۳۲ و ۱۹۴۱ میلادی در زندان گذراند. او مدتی را نیز در به‌طور مخفیانه زندگی زندگی کرد. در سال‌های ۱۹۴۲ تا ۱۹۴۶ میلادی طی سفرهایی برای تجمیع نیروهای ملی تلاش کرد. او پس از استقلال هند از بریتانیا همچنان به فعالیت سیاسی پرداخت. در ۱۹۵۸ نخستین شهردار دهلی شد.
آرونا آصف علی پس از مرگش، بالاترین نشان شهروندی هند، بهارات راتنا را در ۱۹۹۷ میلادی دریافت کرد.

## زندگی‌نامه
آرونا گانگولی در یک خانوادهٔ بنگالی ارتدکس هندو به دنیا آمد. در دو مدرسهٔ مذهبی در لاهور و نینیتال درس خواند. پس از آن در مدرسه‌ای در کلکته مشغول به کار شد. او در الله‌آباد آصف علی را ملاقات کرد که یک سیاستمدار مسلمان بود. آن‌ها با وجود مخالفت‌های شدید خانواده‌هایشان در ۱۹۲۷ با یکدیگر ازدواج کردند (آرونا در آن زمان ۱۹ سال داشت و آصف علی ۲۳ سال از او بزرگ‌تر بود). نخستین فعالیت سیاسی مهم آرونا در جریان رژه نمک انجام شد. او که چندین تظاهرات را سازماندهی کرده بود، در دهلی تحت تعقیب قرار گرفت و به عنوان یک برهم‌زنندهٔ نظم عمومی، به مدت یک‌سال زندانی شد. پس از امضای پیمان گاندی-ایروین بسیاری از زندانیان سیاسی آزاد شدند وانگهی از آنجایی که آرونا زندانی سیاسی نبود، مشمول این آزادی نشد. با این وجود با پادرمیانی گاندی آزاد شد.
در ۱۹۳۲ در دهلی به زندان افتاد. مدتی را در اعتراض به بدرفتاری با زندانیان در اعتصاب غذا گذراند. پس از آزادی به مدت ده سال از جنبش ملی دور بود و فعالیت سیاسیش کاهش یافت.
در ۱۹۴۱ میلادی مدت کوتاهی زندانی شد. در ۱۹۴۲ پس از تصویب جنبش هند را ترک کنید، بسیاری از شخصیت‌های سیاسی از جمله شوهر آرونا را زندانی کردند. در همین زمان بود که آرونا با وجود برخورد خشن پلیس توانست پرچم هند را به اهتزار در آورد. پس از آن برای آنکه دوباره دستگیر نشود زندگی مخفیانه‌ای را آغاز کرد. به دهلی و آگرا سفر کرد و تلاش کرد نیروهای ملی را به جنگ برای آزادی و بیرون راندن خارجی‌ها از کشور تشویق کند. گفتنی است در این زمان از سوی گاندی مورد انتقاد قرار گرفت که پیرو استراتژی پرهیز از خشونت بود.
آرونا آصف علی پس از استقلال هند فعالیت سیاسی خود را ادامه داد. در ۱۹۵۸ به عنوان نخستین شهردار دهلی انتخاب شد. روزنامهٔ میهن‌پرست و هفته‌نامهٔ پیوند (۱۹۵۸) را بنیان‌گذاشت و با حزب‌های سوسیالیست، سوسیالیست چپ و کمونیست هند همکاری کرد.

## جایزه‌ها
- جایزه صلح لنین (۱۹۷۵)
- جایزه جواهر لعل نهرو (۱۹۹۲)
- جایزه بهارات راتنا (۱۹۹۸)[۲]